# Aéroscopia
Aéroscopia is een luchtvaartmuseum in de Franse stad Blagnac dat werd geopend in januari 2015. Het museum is gevestigd in een hal van 14.000 vierkante meter ten noorden van de luchthaven van Blagnac, tegenover de assemblagehal van Airbus.

## Collectie
Aéroscopia bracht de collecties van negen verenigingen samen, waaronder de historische vliegtuigen van de vereniging les Ailes anciennes. In de permanente tentoonstelling zijn onder andere de Airbus A300B, twee Concordes, de Super Guppy, de Pou du ciel, de Fouga Magister, de Gazelle en de Mirage 3C te bezichtigen. Naast de hal heeft het museum vijf tentoonstellingsruimtes met als thema's:
- Reis in de coulissen
- Beroepen in de luchtvaart
- Bouw van een vliegtuig
- Mechanica van de vlucht
- Archeologie en toekomst van de luchtvaart